# Ahn Do-hyun

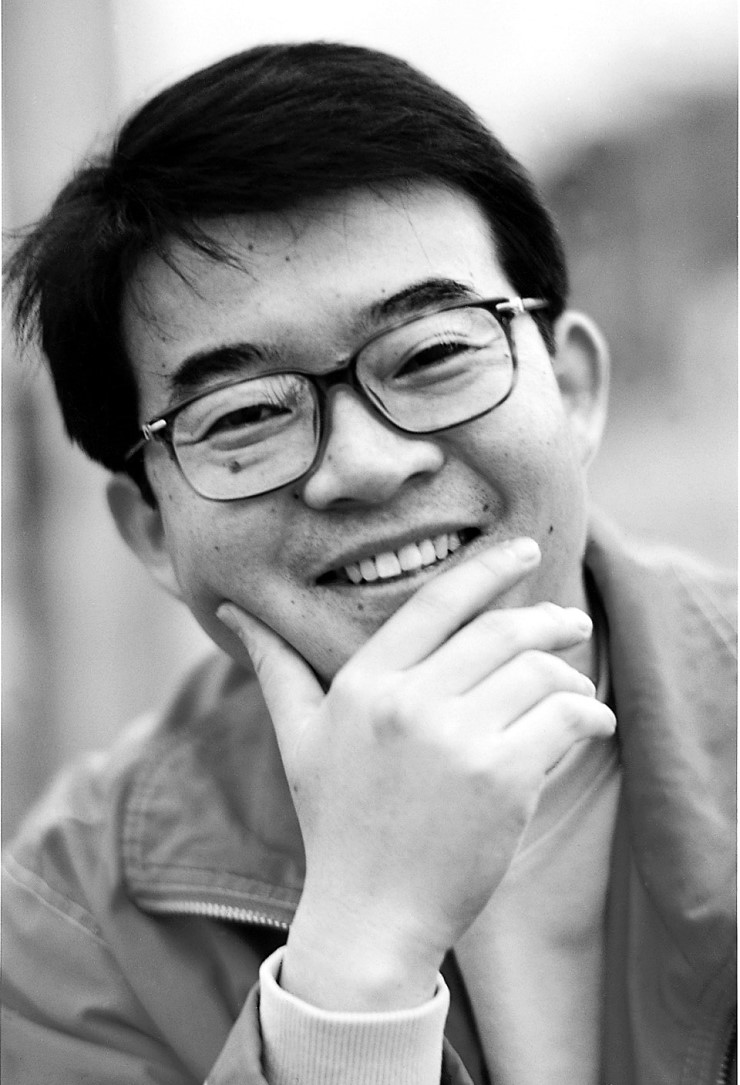
Ahn Do-hyun

Ahn Do-hyun (geboren 1961 in Yecheon) ist ein südkoreanischer Schriftsteller.

## Leben
Ahn Do-hyun studierte Koreanische Literatur an der Wonkwang University. Seine Gedichtbände wurden in Südkorea millionenfach verkauft. Seine moderne Fabel Der Fisch, der zu den Sternen schwimmen wollte ist das erste seiner Werke, welches ins Deutsche übertragen wurde.

## Auszeichnungen (Auswahl)
- 1981 Daegu Maeil Shinmun Annual Literary Contest für sein Gedicht Nakdong River
- 1984 Dong-A Ilbo Annual Literary Contest für sein Gedicht Jeon Bong-jun Goes to Seoul
- 1996 Young Poet´s Award
- 1998 Kim So-wol Literature Prize[1]

## Deutsche Übersetzungen
- Der Fisch, der zu den Sternen schwimmen wollte, deutsch von Hyuk Sook Kim, Illustrationen von Dieter Braun,  Insel Verlag, Berlin 2016, ISBN 978-3458176756